# Olympische Winterspiele 1980/Teilnehmer (DDR)
| Gelbes Symbol für Goldmedaillen mit stilisierten Olympischen Ringen | Graues Symbol für Silbermedaillen mit stilisierten Olympischen Ringen | Braundes Symbol für Bronzemedaillen mit stilisierten Olympischen Ringen |
| ------------------------------------------------------------------- | --------------------------------------------------------------------- | ----------------------------------------------------------------------- |
| 9                                                                   | 7                                                                     | 7                                                                       |

Die DDR nahm an den Olympischen Winterspielen 1980 in Lake Placid mit einer Delegation von 53 (36 Männer, 17 Frauen) Athleten teil und belegte den zweiten Platz in der Medaillenwertung hinter der UdSSR. Der Biathlet Frank Ullrich avancierte mit drei Medaillen zum erfolgreichsten Sportler im DDR-Team. Eiskunstläufer Jan Hoffmann wurde als Fahnenträger der DDR-Mannschaft zur Eröffnungsfeier ausgewählt.

## Teilnehmer nach Sportarten

### Biathlon
Mit Frank Ullrich avancierte ein Biathlet zum erfolgreichsten DDR-Teilnehmer. Er gewann in jedem Wettbewerb eine Medaille, über die Sprintdistanz wurde er Olympiasieger. Eberhard Rösch gewann eine weitere Einzelmedaille. Durch Staffelsilber gingen auch die anderen zwei Biathleten nicht leer aus.
Herren:
- Eberhard Rösch (SG Dynamo Zinnwald)
Einzel (20 km): 
Staffel (4 × 7,5 km):

- Frank Ullrich (ASK Vorwärts Oberhof)
Sprint (10 km): 
Einzel (20 km): 
Staffel (4 × 7,5 km):

- Mathias Jung (ASK Vorwärts Oberhof)
Sprint (10 km): 21. Platz
Staffel (4 × 7,5 km):

- Klaus Siebert (SG Dynamo Zinnwald)
Sprint (10 km): 4. Platz
Einzel (20 km): 15. Platz
Staffel (4 × 7,5 km):

- Manfred Beer (SG Dynamo Zinnwald)
Ersatzstarter

### Bob
Die Bobfahrer gestalteten die Wettbewerbe äußerst erfolgreich und gewannen vier von sechs möglichen Medaillen, darunter den Olympiasieg im Viererbob. Dabei bestand der siegreiche Viererbob aus den zwei startenden Zweierbobbesatzungen.
Viererbob
- Meinhard Nehmer / Bogdan Musiol  / Bernhard Germeshausen / Hans-Jürgen Gerhardt (ASK Vorwärts Oberhof) (DDR I)

- Horst Schönau / Roland Wetzig / Detlef Richter / Andreas Kirchner (ASK Vorwärts Oberhof) (DDR II)

Zweierbob
- Bernhard Germeshausen / Hans-Jürgen Gerhardt (ASK Vorwärts Oberhof) (DDR II)
- Meinhard Nehmer / Bogdan Musiol (ASK Vorwärts Oberhof) (DDR I)

### Eiskunstlauf
Die Eiskunstläufer gewannen einen kompletten Medaillensatz und waren damit die zweitbeste Nation nach der UdSSR, die eine Medaille mehr gewann.
| Frauen: - Anett Pötzsch (SC Karl-Marx-Stadt) | Männer - Jan Hoffmann (SC Karl-Marx-Stadt) - Hermann Schulz (SC Einheit Dresden) 11. Platz | Paare: - Manuela Mager/Uwe Bewersdorf (SC Einheit Dresden) Paarlauf: - Sabine Baess/Tassilo Thierbach (SC Karl-Marx-Stadt) Paarlauf: 6. Platz |

### Eisschnelllauf
Mit vier Medaillen kehrten die DDR-Athletinnen als erfolgreichstes Eisschnelllaufteam zurück. Mit dem Olympiasieg über 500 m startete Karin Enke ihre großartige Karriere. Andrea Mitscherlich, die 1976 Silber gewonnen hatte, ging in Lake Placid leer aus.
Die Entscheidungen bei den Herren standen ganz im Schatten des alles überstrahlenden fünffachen Olympiasiegers Eric Heiden. Andreas Dietel konnte jedoch über 1500 m einen beachtlichen 4. Platz erringen.
| Damen: - Sabine Becker (SC Dynamo Berlin) 1500 m: 3000 m: - Andrea Mitscherlich (SC Einheit Dresden) 1500 m: 6. Platz 3000 m: 4. Platz - Cornelia Jacob (TSC Berlin) 500 m: 6. Platz - Karin Enke (SC Einheit Dresden) 500 m: 1000 m: 4. Platz - Christa Rothenburger (SC Einheit Dresden) 500 m: 12. Platz 1000 m: 18. Platz - Sylvia Albrecht (SC Dynamo Berlin) 1000 m: 1500 m: 9. Platz 3000 m: 14. Platz | Herren: - Andreas Dietel (SC Dynamo Berlin) 500 m: 13. Platz 1000 m: 7. Platz 1500 m: 4. Platz 10.000 m: 15. Platz - Steffen Döring (TSC Berlin) 500 m: 11. Platz 1000 m: 26. Platz 1500 m: 8. Platz - Andreas Ehrig (TSC Berlin) 1500 m: 9. Platz 5000 m: 10. Platz 10.000 m: 8. Platz |

### Rodeln
Die Rennrodler beendeten die Wettbewerbe als erfolgreichste Nation. Sie konnten in allen drei Wettbewerben Medaillen erringen, wobei die Herren- und Doppelsitzerkonkurrenz gewonnen werden konnte. Die Olympiasiegerin von 1976, Margit Schumann, beendete ihre Karriere mit einem 6. Platz.
| Damen: - Melitta Sollmann (ASK Vorwärts Oberhof) - Ilona Brand (ASK Vorwärts Oberhof) 5. Platz - Margit Schumann (ASK Vorwärts Oberhof) 6. Platz | Herren: - Bernhard Glass (ASK Vorwärts Oberhof) - Dettlef Günther (SC Traktor Oberwiesenthal) 4. Platz | Doppelsitzer - Hans Rinn / Norbert Hahn (ASK Vorwärts Oberhof) - Bernd Hahn / Ulrich Hahn (SC Traktor Oberwiesenthal) 4. Platz |

### Ski Nordisch

#### Langlauf
Die Skilangläuferinnen krönten ihre guten Leistungen bei vorhergehenden Weltmeisterschaften mit zwei Olympiasiegen in drei Entscheidungen, wobei Barbara Petzold als Doppelolympiasiegerin herausragte.
Bei den Herren war mit Alf-Gerd Deckert, der über 30 km einen respektablen 9. Platz erreichte, nur ein Athlet am Start.
| Damen: - Barbara Petzold (SC Traktor Oberwiesenthal) 4 × 5 km Staffel; 5 km; 4. Platz 10 km; - Carola Anding (ASK Vorwärts Oberhof) 4 × 5 km Staffel; 10 km; 12. Platz - Veronika Hesse (SC Motor Zella-Mehlis) 4 × 5 km Staffel; 5 km; 7. Platz 10 km; 8. Platz - Marlies Rostock (SC Dynamo Klingenthal) 4 × 5 km Staffel; 5 km; 9. Platz 10 km; 7. Platz - Ute Nestler (SC Traktor Oberwiesenthal) 5 km; 16. Platz | Herren: - Alf-Gerd Deckert (SC Dynamo Klingenthal) 15 km; 37. Platz 30 km; 9. Platz 50 km; 26. Platz |

#### Skispringen
Ausgerechnet der 18-jährige Youngster Manfred Deckert holte die einzige Medaille, Silber auf der kleinen Schanze. Außer ihm kam kein weiterer Springer unter die ersten zehn.
- Manfred Deckert (SC Dynamo Klingenthal)
Normalschanze; 
Großschanze; 20. Platz
- Jochen Danneberg (ASK Vorwärts Oberhof)
Normalschanze; 20. Platz
- Harald Duschek (SC Motor Zella-Mehlis)
Großschanze; 33. Platz
- Henry Glaß (SC Dynamo Klingenthal)
Normalschanze; 15. Platz
Großschanze; 11. Platz
- Klaus Ostwald (SC Dynamo Klingenthal)
Großschanze; 15. Platz
- Martin Weber (ASK Vorwärts Oberhof)
Normalschanze; 11. Platz

#### Nordische Kombination
Die Kombinierer um den zweifachen Olympiasieger Wehling konnten das Ergebnis von Innsbruck wiederholen und holten erneut zwei Medaillen. Auch die Neulinge Dotzauer und Schmieder fügten sich glänzend ein und sicherten mit den Plätzen 5 und 8 ein herausragendes Mannschaftsergebnis.
- Ulrich Wehling (SC Traktor Oberwiesenthal)
Einzel (Normalschanze 90 m / 15 km):
- Konrad Winkler (SC Traktor Oberwiesenthal)
Einzel (Normalschanze 90 m / 15 km):
- Uwe Dotzauer (SC Dynamo Klingenthal)
Einzel (Normalschanze 90 m / 15 km): 5. Platz
- Gunter Schmieder (SC Traktor Oberwiesenthal)
Einzel (Normalschanze 90 m / 15 km): 8. Platz

## Statistik

### Medaillen nach Sportarten
| Medaillenspiegel (bezogen auf die Entscheidungen) | Medaillenspiegel (bezogen auf die Entscheidungen) | Medaillenspiegel (bezogen auf die Entscheidungen) | Medaillenspiegel (bezogen auf die Entscheidungen) | Medaillenspiegel (bezogen auf die Entscheidungen) | Medaillenspiegel (bezogen auf die Entscheidungen) |
| Platz                                             | Mannschaft                                        | Gold                                              | Silber                                            | Bronze                                            | Gesamt                                            |
| ------------------------------------------------- | ------------------------------------------------- | ------------------------------------------------- | ------------------------------------------------- | ------------------------------------------------- | ------------------------------------------------- |
| 1                                                 | Rennrodeln                                        | 2                                                 | 1                                                 | 0                                                 | 3                                                 |
| 2                                                 | Skilanglauf                                       | 2                                                 | 0                                                 | 0                                                 | 2                                                 |
| 3                                                 | Biathlon                                          | 1                                                 | 2                                                 | 1                                                 | 4                                                 |
| 4                                                 | Bob                                               | 1                                                 | 1                                                 | 2                                                 | 4                                                 |
| 4                                                 | Eisschnelllauf                                    | 1                                                 | 1                                                 | 2                                                 | 4                                                 |
| 6                                                 | Eiskunstlauf                                      | 1                                                 | 1                                                 | 1                                                 | 3                                                 |
| 7                                                 | Nordische Kombination                             | 1                                                 | 0                                                 | 1                                                 | 2                                                 |
| 8                                                 | Skispringen                                       | 0                                                 | 1                                                 | 0                                                 | 1                                                 |

### Medaillen nach Sportclubs
| Medaillenspiegel (bezogen auf die einzelnen Athleten) | Medaillenspiegel (bezogen auf die einzelnen Athleten) | Medaillenspiegel (bezogen auf die einzelnen Athleten) | Medaillenspiegel (bezogen auf die einzelnen Athleten) | Medaillenspiegel (bezogen auf die einzelnen Athleten) | Medaillenspiegel (bezogen auf die einzelnen Athleten) |
| Platz                                                 | Mannschaft                                            | Gold                                                  | Silber                                                | Bronze                                                | Gesamt                                                |
| ----------------------------------------------------- | ----------------------------------------------------- | ----------------------------------------------------- | ----------------------------------------------------- | ----------------------------------------------------- | ----------------------------------------------------- |
| 1                                                     | ASK Oberhof                                           | 8                                                     | 6                                                     | 6                                                     | 20                                                    |
| 2                                                     | SC Traktor Oberwiesenthal                             | 3                                                     | 0                                                     | 1                                                     | 4                                                     |
| 3                                                     | SC Karl-Marx-Stadt                                    | 1                                                     | 1                                                     | 0                                                     | 2                                                     |
| 3                                                     | SC Dynamo Klingenthal                                 | 1                                                     | 1                                                     | 0                                                     | 2                                                     |
| 5                                                     | SC Einheit Dresden                                    | 1                                                     | 0                                                     | 2                                                     | 3                                                     |
| 6                                                     | SC Motor Zella-Mehlis                                 | 1                                                     | 0                                                     | 0                                                     | 1                                                     |
| 7                                                     | SG Dynamo Zinnwald                                    | 0                                                     | 2                                                     | 1                                                     | 3                                                     |
| 8                                                     | SC Dynamo Berlin                                      | 0                                                     | 1                                                     | 2                                                     | 3                                                     |

### Teilnehmer nach Sportclubs
| Mannschaft                | Männer | Frauen | Gesamt |
| ------------------------- | ------ | ------ | ------ |
| ASK Oberhof               | 15     | 4      | 19     |
| SC Traktor Oberwiesenthal | 6      | 2      | 8      |
| SC Einheit Dresden        | 2      | 4      | 6      |
| SC Dynamo Klingenthal     | 5      | 1      | 6      |
| SC Karl-Marx-Stadt        | 2      | 2      | 4      |
| SC Dynamo Berlin          | 1      | 2      | 3      |
| SG Dynamo Zinnwald        | 3      | 0      | 3      |
| TSC Berlin                | 2      | 0      | 2      |
| SC Motor Zella-Mehlis     | 1      | 1      | 2      |
| Gesamt                    | 37     | 16     | 53     |

## Weblink
- Olympiamannschaft der DDR 1980 in der Datenbank von Sports-Reference (englisch; archiviert vom Original)